# Ses Païsses
Ses Païsses, ou selon son nom complet le village talayotique de Ses Païsses, est un site archéologique situé au sud-est de la ville d'Artà, sur l'île de Majorque dans l'archipel des Îles Baléares en Espagne. Le site est l'un des villages talayotiques les mieux conservés des îles Baléares.

## Historique
En 1950, l’État acquiert le site. De 1959 à 1963, l'archéologue italien Giovanni Lilliu, spécialiste des nuraghes sardes, y mène quatre campagnes de fouilles concentrées sur la partie centrale du site. À partir de 1999, l'archéologue majorquin Javier Aramburu-Zabala poursuit les travaux de Lilliu et découvre de nouveaux bâtiments dans la zone sud-est. Depuis 2004, le site fait régulièrement l'objet de campagnes de fouilles.
Ses Païsses a été déclaré bien d'intérêt culturel en 1946.

## Description

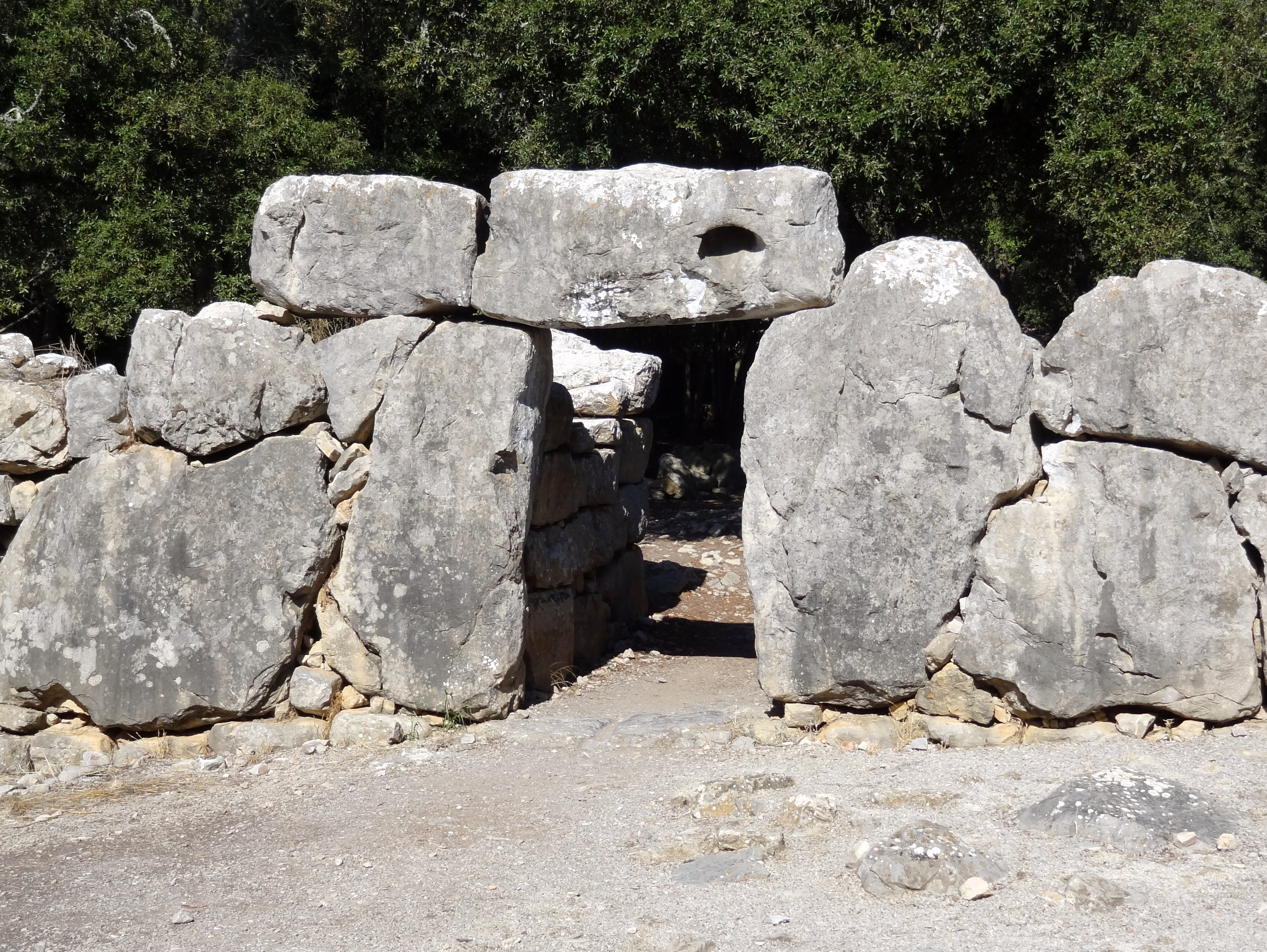
Porte d'entrée sud-est.

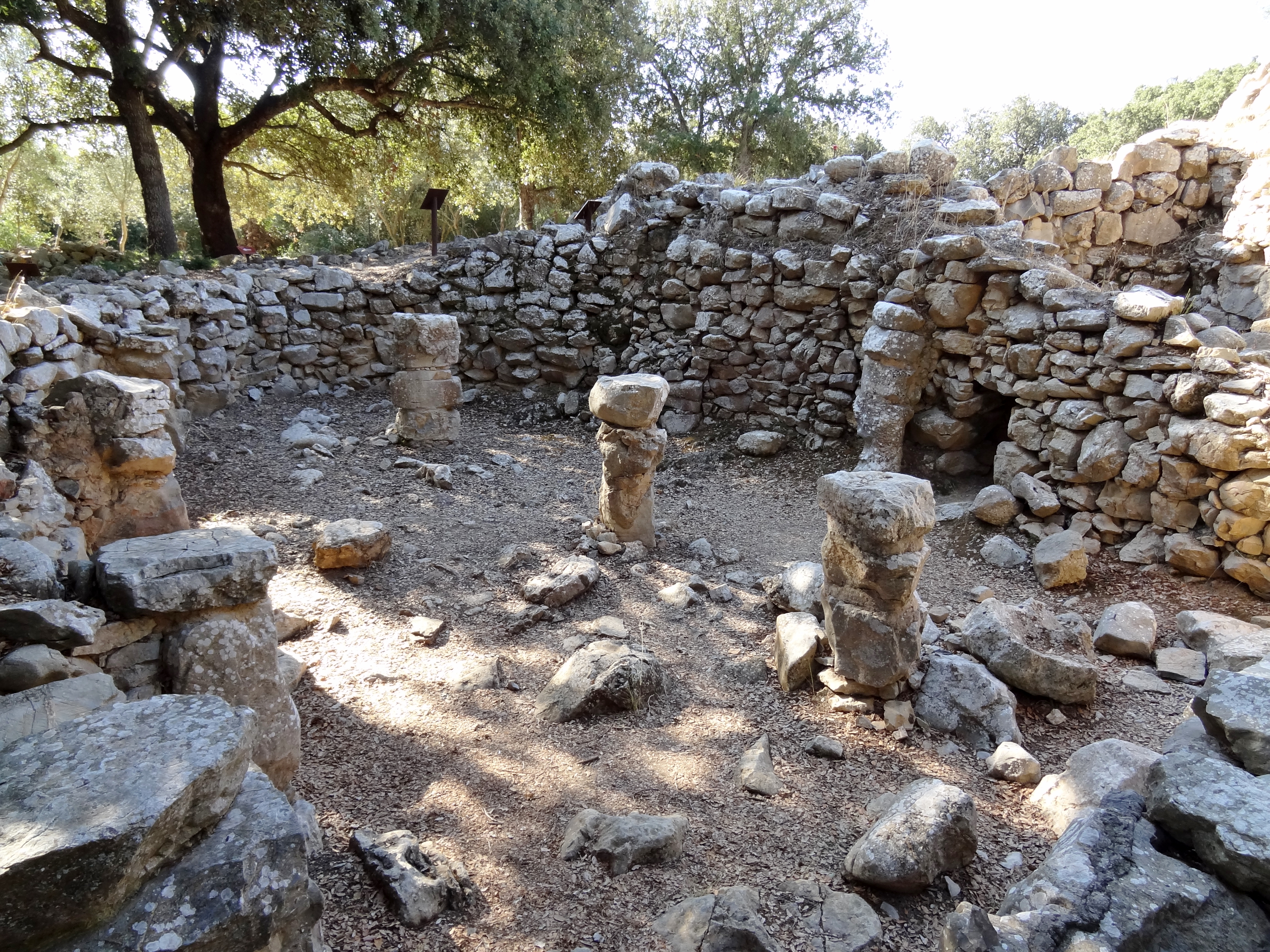
Salle hypostyle.

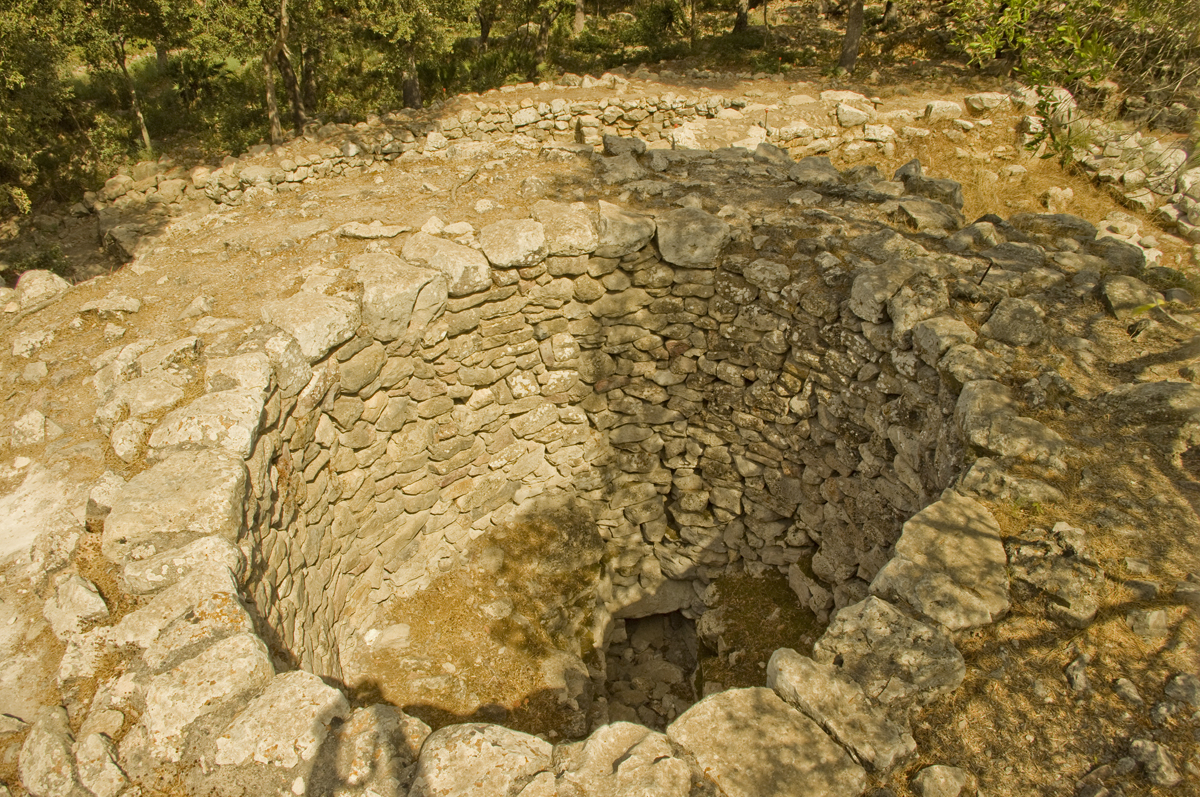
Vue interne du talayot.

Le village a été édifié sur une colline située à 125 m d'altitude, au centre de la vallée d'Artà, dominant les terres environnantes et près du torrent de ses Terretes, qui longe le côté sud du village et pouvait satisfaire les besoins en eau de ses habitants en complément d'une source située à environ 200 m au sud-ouest (Font d'En Argoyana). Il a été habité en permanence depuis le Ier millénaire av. J.-C. et les bâtiments ont été reconstruits à plusieurs reprises avant d'être partiellement détruits et abandonnés.

### Enceinte
Le village s'étend sur une superficie d'environ 11 ha. Il est entouré d'une enceinte pseudo-elliptique (largeur 105 m du nord-sud et 134 m d'est en ouest), constituée d'un mur à double parement en calcaire d'origine locale. Le mur extérieur est un mur cyclopéen édifié avec de très grosses pierres, pesant jusqu'à huit tonnes, qui ont été enfoncées dans le sol. Le mur intérieur est constitué de pierres plus petites disposées en rangées irrégulières. L'enceinte mesure 381 m de périmètre, 3,60 m de largeur en moyenne et au maximum 3,50 m de hauteur,. Elle est percée de deux portes certaines au sud-est et au nord-ouest et d'une troisième probable au sud-ouest masquée par la végétation. Ces entrées sont monumentales avec deux piliers verticaux surmontés d'un linteau. L'entrée principale mesure 2,05 m de hauteur  sur 1,40 m de largeur, elle se prolonge par un couloir de 4,30 m de long.
Selon l'archéologue J. Aramburu-Zabala, l'enceinte a été construite entre 650 et 540 av. J.-C., durant une période de conflits sociaux internes à la société talayotique. 

### Salle hypostyle
Le bâtiment connu sous le nom de « salle hypostyle » présente un plan en forme d'abside avec des murs droits latéraux. Il comporte une porte au nord, trois colonnes isolées au centre et sept pilastres le long des murs. Les aménagements intérieurs correspondent à une plate-forme, un banc et une petite citerne. D'après le matériel archéologique (meules, poterie domestique) et les restes alimentaires (ossements, coquillages) qui y furent découverts, il semble que l'édifice avait un usage communautaire, comme la mouture des céréales ou l'abattage collectif du bétail. Il doit dater de la période talayotique (avant 900 av. J.-C., et fut abandonné au post-talayotique vers 500 av. J.-C.. Alors que le bâtiment était déjà en ruine, une fosse y a été creusée pour inhumer un jeune homme d'environ 17 ans en position fœtale. 

### Talayot
Le talayot, situé pratiquement au centre du village, est le plus ancien bâtiment de Ses Païsses. Il a été construit au début du Ier millénaire av. J.-C. sur une petite élévation naturelle qui accentue sa propre hauteur. De forme tronconique, il mesure 12 m de diamètre et sa hauteur a été conservée sur 4,40 m de hauteur,. Il renferme une chambre oblongue d'un diamètre maximal de 3,60 m. Comme dans les autres édifices de ce type, elle devait probablement comporter une colonne centrale destinée à soutenir le plafond de la pièce, mais elle n'a pas été conservée, à moins que la couverture ne fut composée uniquement de poutres en bois. Le bâtiment comporte deux portes d'accès, au sud-ouest et au nord-est, qui sont très basses (0,75 m de hauteur) et ne permettent pas à un adulte de les franchir en position debout. La porte ouest permet d’accéder à l'extérieur, tandis que la porte est mène à la salle hypostyle. Le talayot est relié aux bâtiments adjacents par deux couloirs eux-mêmes de faible hauteur (0,70 m). Il donc probable que le talayot avait une fonction symbolique ou rituelle. Cette hypothèse est controversée mais la fonction sociale du bâtiment semble certaine car de fait il n'est pas adapté à un usage quotidien.

### Autres bâtiments
Le bâtiment, dénommé la salle en fer à cheval mesure 132 m2. Ses murs sont faits de petites pierres empilées par couches horizontales. À l'intérieur du bâtiment, Lilliu a découvert plusieurs foyers avec des fragments d'os, des céramiques, des outils en fer et une sépulture. Lilliu et Aramburu datent ce bâtiment de la fin de la période talayotique.
Au sud du talayot, il existe deux bâtiments de forme rectangulaire. Le premier d'une superficie de 25,7 m2, a conservé la partie inférieure d'une colonne et un foyer y a été découvert. On suppose qu'il fut occupé du Ve siècle av. J.-C. au Ier siècle av. J.-C. On y a trouvé des objets d'époque romaine dont une lampe datée de la seconde moitié du IIe siècle. Le second bâtiment, d'une superficie de 37,5 m2 possède deux colonnes au centre et une pièce sur un côté.
Deux bâtiments en forme d'abside sont visibles à l'extrémité ouest du village, le mur ouest du bâtiment le plus occidental dépassant d'ailleurs en saillant du mur d'enceinte. Chacun de ses bâtiments est divisé en trois pièces avec des murs en terre cuite. L'un des deux  a été abandonné après un incendie et a servi de lieu de sépulture du Ve siècle av. J.-C. au IIe siècle av. J.-C. Près de l'entrée orientale du village, il existe encore deux autres petits bâtiment, le plus rectangulaire des deux doit dater des débuts du village, car il a été construit en appareil cyclopéen, avant d'être reconstruit ultérieurement.

## Matériel archéologique
Le matériel archéologique découvert lors des fouilles (céramiques, bijoux et divers objets en bronze) est exposé au musée régional d'Artà.

## Évocation du site
Une grande partie de l’œuvre intitulée La deixa del geni grec, de l'écrivain et religieux majorquin Miquel Costa i Llobera se déroule à Ses Païsses : l'héroïne du poème Nuredduna est la petite-fille du grand prêtre et la voyante de la tribu du Chêne vert. Le texte est une épopée idéalisée de l'unité du pays, personnifiée par Nuredduna,  qui recueille l'héritage classique des Grec, symbolisé par la lyre de Mélesigénès. Une stèle monolithique a été dressée à l'entrée du site en mémoire de l'écrivain.